# Équipe cycliste Data3 Cisco Racing-Scody
L'équipe cycliste Data3 Cisco Racing-Scody est une équipe cycliste australienne, active entre 2007 et 2015. L'équipe fait partie des équipes continentales en 2015 et 2016. Elle participe aux circuits continentaux de cyclisme et en particulier l'UCI Oceania Tour. 

## Histoire de l'équipe
Le club est lancé à Brisbane en 2007 par Terence Bonner. Ses coureurs courent alors exclusivement sur le calendrier national en Australie.
L'équipe obtient le statut d'équipe continentale à partir de 2015. L'année suivante, elle participe à plusieurs courses en Europe, mais disparait à l'issue de la saison 2016.

## Classements UCI
L'équipe participe aux circuits continentaux et principalement à des épreuves de l'UCI Oceania Tour. Les tableaux ci-dessous présentent les classements de l'équipe sur les différents circuits, ainsi que son meilleur coureur au classement individuel.
UCI Oceania Tour
| Saison | Classement par équipes | Meilleur coureur au classement individuel |
| ------ | ---------------------- | ----------------------------------------- |
| 2015   | 5e                     | Craig Evers (14e)                         |

## Data3 Cisco Racing-Scody en 2016

### Effectif
| Cycliste       | Date de naissance | Nationalité      | Équipe 2015                 |  |
| -------------- | ----------------- | ---------------- | --------------------------- |  |
| Adam Allen     | 8 juin 1990       | Australie        | Data3 Symantec Racing-Scody |  |
| Kyle Bridgwood | 23 février 1989   | Australie        | Data3 Symantec Racing-Scody |  |
| Craig Evers    | 8 juin 1990       | Australie        | Data3 Symantec Racing-Scody |  |
| Alex Grunke    | 4 juin 1993       | Australie        | Data3 Symantec Racing-Scody |  |
| Thomas Hubbard | 13 juin 1991      | Nouvelle-Zélande | Data3 Symantec Racing-Scody |  |
| Saxon Irvine   | 5 décembre 1986   | Australie        | Data3 Symantec Racing-Scody |  |
| David Melville | 27 novembre 1987  | Australie        | Data3 Symantec Racing-Scody |  |
| Dylan Newbery  | 10 mars 1994      | Australie        | Data3 Symantec Racing-Scody |  |
| Ryan Thomas    | 2 février 1995    | Australie        | Data3 Symantec Racing-Scody |  |
| Scott Thomas   | 12 décembre 1990  | Nouvelle-Zélande | Data3 Symantec Racing-Scody |  |
| Samuel Volkers | 13 juillet 1992   | Australie        | Data3 Symantec Racing-Scody |  |

### Victoires
| Date       | Course                         | Pays      | Classe | Vainqueur     |
| ---------- | ------------------------------ | --------- | ------ | ------------- |
| 06/08/2016 | 1re étape du Tour of Singkarak | Indonésie | 2.2    | Dylan Newbery |
| 12/08/2016 | 7e étape du Tour of Singkarak  | Indonésie | 2.2    | Saxon Irvine  |